# Wood Dale
Wood Dale is een plaats (city) in de Amerikaanse staat Illinois, en valt bestuurlijk gezien onder DuPage County.

## Demografie
Bij de volkstelling in 2000 werd het aantal inwoners vastgesteld op 13.535. In 2006 is het aantal inwoners door het United States Census Bureau geschat op 13.518, een daling van 17 (-0,1%).

## Geografie
Volgens het United States Census Bureau beslaat de plaats een oppervlakte van 12,1 km², geheel bestaande uit land.

## Plaatsen in de nabije omgeving
De onderstaande figuur toont nabijgelegen plaatsen in een straal van 8 km rond Wood Dale.